# 백치미 (국보자매의 노래)
<백치미>는 대한민국의 여성 싱어송라이터 장덕에 의해 작사 · 작곡된 곡이다. 대한민국의 자매 듀엣그룹 국보자매의 1984년 음반 백치미의 A면 머릿곡이자 동명 타이틀 곡으로 발표되었다.